# Балтийский флот СССР во время Великой Отечественной войны
Балтийский флот СССР во время Великой Отечественной войны — состав Краснознамённого Балтийского флота ВМФ СССР (КБФ) и его боевые действия в ходе Великой Отечественной войны.

## Боевые действия
Согласно директиве № 21 (план «Барбаросса»): 
По отношению к Советскому Союзу военно-морской флот выполняет следующую задачу: охрана собственного побережья, и недопущение прорыва вражеских военно-морских сил из Балтийского моря. Поскольку по достижении германскими войсками Ленинграда русский Балтийский флот лишится последней базы и окажется в безнадежном положении, крупных морских операций до этого следует избегать. После ликвидации русского флота встанет задача полного восстановления сообщения по Балтийскому морю, включая снабжение северного крыла армии, которое необходимо будет обезопасить (траление мин).
Те силы противника, которые действовали против Балтийского флота, сумели без помех минировать воды в оперативной зоне советского флота, и корабли часто гибли, так и не успев сделать ни одного выстрела по врагу.
План командования Балтийского флота на случай войны, который разрабатывался в январе-апреле 1941 года, не отражал реалии современной войны, не учитывал возможного противодействия противника и не был обеспечен материальными средствами. Начавшаяся война выявила его полную несостоятельность, что обусловило оборонительный для Балтийского флота характер войны в первые её годы.
Противостоящие силы германского флота и ВМС Финляндии на протяжении всей войны уступали силам КБФ как численно, так и качественно. Значительное усиление группировки противника имело место в 1944 году, когда немцы пытались противодействовать выходу советского флота в центральную Балтику. Основные потери корабли и суда противника в первые годы войны несли при подрыве на минах, и только в 1944—1945 годах на первое место вышли потери от советской авиации (потери на минах остались на втором месте, а потери кригсмарине от действий подводных лодок и торпедных катеров носили единичный характер).

### Боевая задача и численность
С началом военных действий главной задачей Балтийского флота являлось содействие войскам Северо-Западного и Северного фронтов на приморских направлениях. На первом этапе она решалась главным образом самостоятельными действиями сил флота (минно-заградительные действия, борьба на коммуникациях, действия против военно-морских сил противника). Затем основным видом боевой деятельности стали совместные действия сил флота с сухопутными войсками (артиллерийская и авиационная поддержка войск, их перевозка), оборона военно-морских баз и островов, высадка морских десантов.
На утро 22 июня 1941 года корабельный состав флота включал 2 линейных корабля, 2 крейсера, 21 лидер и эсминец, 66 подводных лодок, 142 вспомогательных корабля и катера всех видов. ВВС флота насчитывали 682 самолёта (из них 595 исправных): 184 бомбардировщика, 297 истребителей, 167 разведчиков, 121 самолёт вспомогательной авиации. Штатная численность личного состава до мобилизации насчитывала 119 645 человек.

### 1941 год
Несмотря на высокую оценку действий флота в мемуарах его бывшего командующего В. Ф. Трибуца и бывшего наркома ВМФ СССР Н. Г. Кузнецова, после начала войны на флоте царила суматоха и неопределённость, повлекшая большие потери в кораблях с первых дней войны.
Как и все флоты, в ночь на 22 июня 1941 года Балтийский флот был переведён в полную боевую готовность согласно приказу наркома ВМФ СССР. Потому появление немецких самолётов над базами флота утром 22 июня было встречено зенитным огнём и в первый день войны потерь в кораблях удалось избежать. Однако задачу по минированию судоходных фарватеров противнику удалось выполнить: на рассвете 22 июня немецкая авиация сбросила 16 донных мин южнее маяка Толбухин, юго-восточнее Кронштадта и в Морском канале между Котлином и Ленинградом, практически в виду Кронштадтской крепости. И уже в 11 часов 30 минут на одной из этих мин подорвался и затонул пароход «Рухну», только после чего началось спешное траление фарватеров.
Более того, несмотря на полученные от постов наблюдения и лётчиков разведывательной авиации о неизвестных кораблях, которые всю ночь на 22 июня переменными курсами двигались по участкам Финского залива, штаб флота не придал этому значения. Между тем это немецкая группа минных заградителей «Норд», заранее укрытая в финских шхерах, произвела беспрепятственно минные постановки в зоне ответственности КБФ в устье Финского залива. На одном из этих заграждений уже 23 июня получили тяжелые повреждения крейсер «Максим Горький», эсминец «Гневный» (вскоре был затоплен), менее значительные — эсминцы «Гордый» и «Стерегущий», а при их спасении погиб тральщик БТЩ-208 «Шкив»; в последующие месяцы на этих заграждениях погибли ещё несколько советских кораблей и судов.
Продвижение войск противника вглубь территории страны нарушило систему базирования Балтийского флота и резко сократило его возможности. Флоту пришлось действовать на нескольких разобщенных направлениях в условиях господства авиации противника и постоянно наращиваемой минной опасности. Обороняя передовые базы и проводя активные боевые действия на морских сообщениях в Балтийском море, флот был вынужден в то же время обеспечивать чрезвычайно уязвимую, находившуюся под фланговыми ударами противника на всем протяжении коммуникацию Кронштадт — Таллин — Ханко — Моонзундские острова. Флот принимал участие в проведения Моонзундской оборонительной операции. Одновременно флот выделил силы и средства для обороны Ленинграда. За счет сил флота были сформированы Чудская, Ладожская, Онежская озерные военные флотилии и Ильменский отряд кораблей. Упорной обороной военно-морских баз Лиепаи, Ханко, Таллина, островов Моонзундского архипелага Балтийский флот на длительное время приковал к себе крупные силы противника, что ослабило его натиск на Ленинград. В августе 1941 года с аэродромов острова Эзель дальние бомбардировщики ВВС Балтийского флота нанесли первые удары по Берлину. Только в 1941 году корабли и самолёты Балтийского флота поставили 12 047 мин.
В исключительно сложной обстановке и с большими потерями в конце августа 1941 года проведена операция по прорыву сил Балтийского флота из Таллина в Кронштадт. К месту назначения прибыло 112 боевых кораблей, 23 транспортных и вспомогательных судна. В октябре — декабре 1941 года флот выполнил боевую задачу по эвакуации гарнизона ВМБ Ханко в Ленинград.
До 1944 года силы флота базировались в Ленинградской и Кронштадтской военно-морских базах (с января 1943 года — Кронштадтский морской оборонительный район), где вошли в единую систему обороны Ленинграда.
Балтийский флот оказал помощь войскам 8-й армии Ленинградского фронта при создании и удержании ораниенбаумского плацдарма (сентябрь — октябрь 1941 года), надежно прикрывал морские подступы к Ленинграду. На сухопутные участки обороны направлено около 90 тысяч моряков. Морская авиация в этот период действовала главным образом на сухопутном направлении. Флот обеспечивал перегруппировки войск фронта, высаживал на фланги и в тыл противника тактические десанты (см. Стрельнинско-Петергофская операция).
За 1941 год в 26 торпедных атаках потоплен один транспорт в 3784 брт и одна подводная лодка «U-144». Начальный период войны нанёс Балтийскому флоту огромные потери — погибли 27 подводных лодок (включая латвийские «Ронис», «Спидола» и эстонскую «Калев»), пять из которых были взорваны моряками при эвакуации из Либавы: М-71, М-74, М-78, М-80, М-81, М-83, М-94, М-98, М-99, М-103, С-1, С-3, С-5, С-6, С-8, С-10, С-11, Щ-301, Щ-319, Щ-322, Щ-324, П-1, Л-1, Л-2.

### 1942 год
В кампании 1942 года командование флота планировало действиями подводных лодок на коммуникациях сорвать перевозку морем железной руды из Швеции в Германию. Немецкое командование стремилось не допустить выхода советских кораблей из Финского залива, а лучше уничтожить корабли непосредственно в базах. Для блокады флота был задействован финский военно-морской флот в полном составе, а с немецкой стороны 1-я флотилия катерных тральщиков, 18-я, 31-я и 34-я флотилии тральщиков, 12-я флотилия кораблей противолодочной обороны, 3-я флотилия сторожевых кораблей, 27-я флотилия десантных кораблей, 2 плавбазы с 32 мотоботами, минный прорыватель, два минных заградителя «Роланд» и «Кайзер».
12 марта 1942 года переговоры между немецкими и финскими инстанциями по вопросу блокирования советских подлодок обозначили некоторое расхождение мнений по этому вопросу. Немцы полагали, что им удастся заблокировать Финский залив с помощью мин и охотников за подводными лодками, а финны считали эти меры недостаточными и стремились уговорить немцев поставить там сетевое заграждение. Но в 1942 году ни в Финляндии, ни в Германии не имелось подходящих для этого сетей.
9 мая 1942 года немцы начали постановку мин в Финском заливе. Подновлялись и усиливались старые заграждения, устанавливались новые. Наиболее обширными и многочисленными из них были «Насхорн» (между Порккала-Удд и островом Найсаар, всего 1915 мин) и «Зееигель» (восточнее Гогланда, всего 5779 мин, 1450 минных защитников, 200 подрывных шашек). Всего весной — летом 1942 года немцами в Финском заливе выставлено 12 873 мины. Вместе с минами, которые были выставлены в прошлом году, их количество превышало 21 тысячу. Непосредственно у заграждений было развернуто более сотни различных кораблей и катеров. Таким образом, образовался противолодочный рубеж глубиной более 150 миль.
Однако, поскольку важное значение имели действия флота на коммуникациях противника в Балтийском море, командование флота приняло решение прорывать немецко-финскую минную противолодочную позицию в Финском заливе подводными лодками флота. Прорыв производился тремя эшелонами с таким расчетом, чтобы действовать непрерывно. В первом эшелоне ушли в поход 8 ПЛ, во втором — 13, в третьем — 16 ПЛ.
По официальным советским данным, подводные лодки КБФ в 1942 году потопили торпедами 34 транспортных судна (93 896 брт) и один корабль. Ещё 10 транспортов общим водоизмещением 24 330 брт и 1 корабль стали жертвами мин, 3 судна (6 304 брт) потоплены артиллерией. Всего — 47 потопленных и 4 поврежденных судна общим водоизмещением в 124 530 и 19 833 брт и два корабля (иные публикации утверждают о 41 или о 43 победах). Ещё 20 заявленных советскими подводниками побед подтверждения не имеют.
За эти победы флот заплатил дорогую цену: в 1942 году погибли в Финском заливе 12 подводных лодок Балтийского флота (М-72, М-95, М-97, Щ-302, Щ-304 , Щ-305, Щ-306, Щ-308, Щ-311, Щ-317, Щ-320, Щ-405, С-7). Особо жестоко пострадали подлодки третьего эшелона: спешно усиливший свою противолодочную оборону противник сумел потопить половину подводных лодок его состава (8 из 16-ти).
В апреле 1942 года был сорван замысел противника уничтожить в ходе операции «Айсштосс» ударами авиации корабли Балтийского флота, стоявшие на скованной льдом Неве. В июле 1942 года советской стороной была проведена неудачная операция по высадке десанта на остров Соммерс.
В битве за Ленинград корабли и береговая артиллерия Балтийского флота выполняли задачи по контрбатарейной борьбе с артиллерией противника и по усилению ПВО Ленинграда. Входившая в состав флота Ладожская военная флотилия обеспечивала транспортные перевозки для блокированного с суши Ленинграда по Ладожскому озеру.

### 1943 год

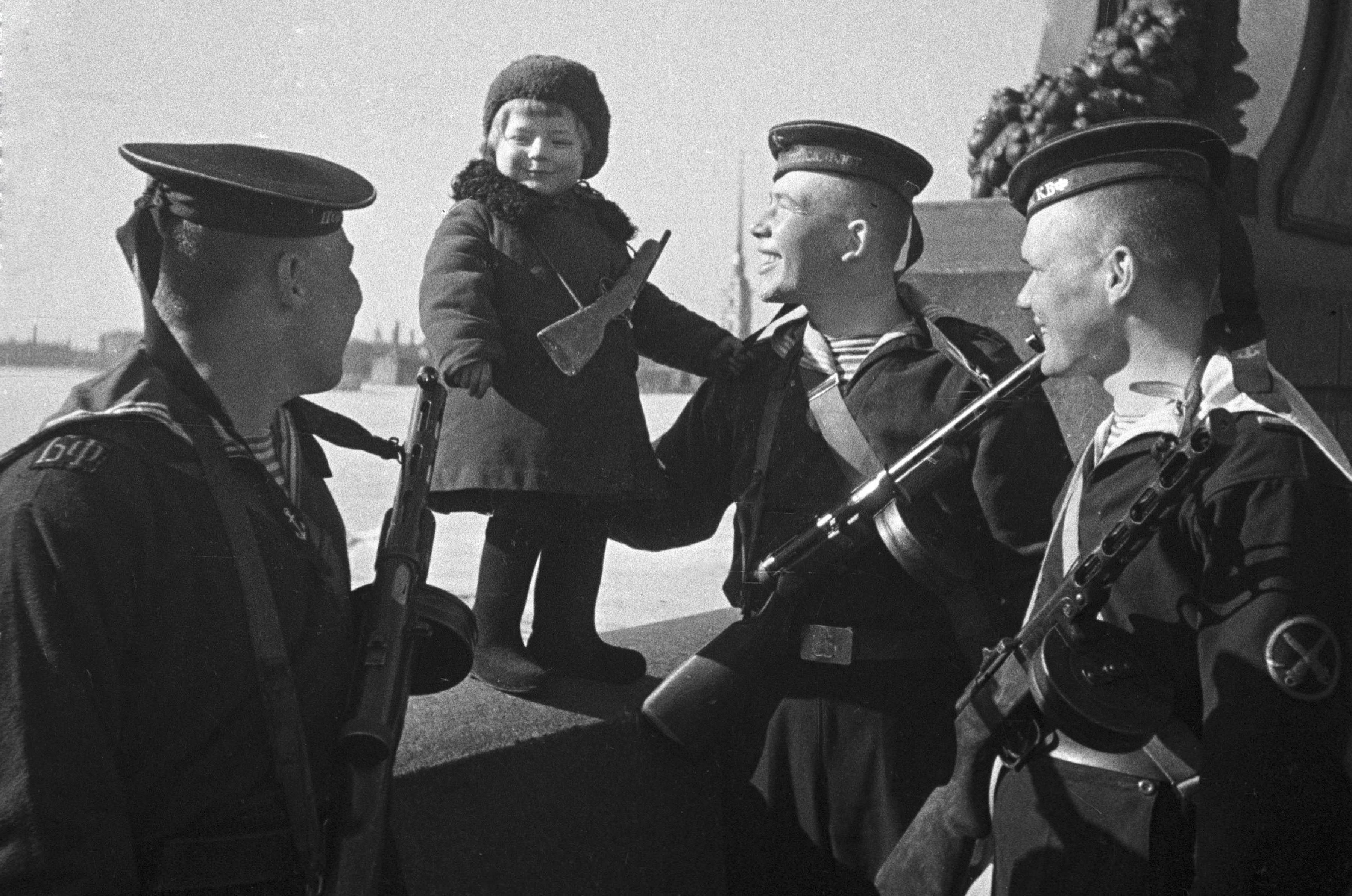
Моряки Балтийского флота с маленькой девочкой Люсей, родители которой умерли в блокаду. Ленинград, 1 мая 1943 года.

В январе 1943 года Балтийский флот содействовал войскам Ленинградского и Волховского фронтов в прорыве сухопутной блокады Ленинграда. С 1943 года на морских коммуникациях противника активно действовала только авиация флота, так как после постановки немцами эшелонированных минных заграждений и противолодочных сетей операции с участием подлодок практически прекратились.
Активные действия советских подлодок на Балтике в 1942 году заставили противника принять меры к недопущению прорыва подводных лодок Балтийского флота на коммуникации подвоза стратегических материалов и сырья. Для этого было решено герметично закрыть выход из Финского залива сетевыми заграждениями, хотя заготовка сетей стоила больших материальных затрат.
В конечном итоге в 1943 году немецкими и финскими кораблями были выставлены несколько систем эшелонированных по глубине минно-сетевых заграждений («Walross»), средств обнаружения и противолодочных сил — так называемых противолодочных рубежей, перекрывших фарватеры от о. Нарген до побережья Финляндии в районе полуострова Порккала-Удд (так называемая, «нарген-порккалауддская линия» или «Nashorn») и у о. Гогланда, Хапасарских шхер и Нарвского залива («Zeeigel»), насчитывающих более 13 000 мин и минных защитников.
В Германии было изготовлено множество больших стальных конусов-поплавков, которые по железной дороге доставлялись в Палдиски, где их соединяли с секциями противолодочной сети. Подводная сеть была 55 км длиной и 60—90 метров высотой. Она была сделана из 18-мм стального троса норвежского производства с ячейками 4 на 4 м.
По сложности навигационной обстановки, по насыщенности противолодочными силами и средствами самыми мощными были гогландский и нарген-порккалауддский рубежи, блокировавшие восточную часть Финского залива.
- Рубеж, перекрывавший залив по линии о. Вигрунд — о. Большой Тютерс — о. Гогланд, состоял из антенных, донных и якорных магнитных мин, поставленных ярусами по всей глубине, широкой системы постов наблюдения и связи, прожекторных установок и береговых батарей, расположенных на островах.
- Главный рубеж был развернут между о. Нарген и мысом Порккала-Удд. Глубина залива здесь составляет 25—60 м и только в одном месте достигает 80 м, ширина — 20 миль. Основным препятствием для лодок служила двухрядная подвешенная к многочисленным поплавкам и поставленная на тяжелые якоря стальная сеть. Отдельные секции её длиной до 250 м и высотой до 40—70 м перегораживали весь залив от южного до северного побережья. Советские подлодки неоднократно пытались разрезать или торпедировать эту сеть, но убедились в тщетности этих попыток.

К концу апреля 1943 г. на рубеже было выставлено 8,5 тыс. мин, в том числе 560 донных магнитных, 1360 якорных магнитных и почти 6,5 тыс. контактных. Величина минных интервалов в заграждениях составляла от 22 до 150 м.
Вероятность встречи подводной лодки с заграждением из контактных мин, поставленным немцами к юго-востоку от о. Гогланд (длина заграждения 6 миль, минные интервалы 22—44 м), при всех возможных направлениях движения лодки, была порядка 0,3—0,6, а вероятность встречи с миной — порядка 0,25—0,35 при самых оптимальных углах преодоления.
Были установлены шумопеленгаторные станции (в районе п-ова Порккала-Удд, три на острове Гогланд и по одной в районах Ино, Макилуотто, Порвоо и Руссаре).
Вдоль рубежа патрулировали противолодочные корабли и катера противника.
Подводные лодки Балтийского Флота оказались заперты в Финском заливе. При попытке прорыва заграждений «Nashorn» и «Zeeigel» погибли подлодки Щ-323, Щ-408, Щ-406, С-9 и С-12.
За всю кампанию 1943 года подводные лодки Балтийского флота провели всего две торпедных атаки, которые оказались безрезультатными. В 1942—43 годах немецкие подводные лодки не вели активную деятельность в регионе, этот период характеризуется высокими небоевыми потерями немцев — в 1941—1943 годах на Балтике, служившей учебным полигоном погибло 12 немецких лодок в результате различных аварий.

### 1944—1945 годы
В январе 1944 года силы Балтийского флота (2 линкора, 2 крейсера, лидер, 7 эсминцев, 4 канонерские лодки, 316 самолётов, 117 орудий береговой артиллерии) приняли участие в операции по разгрому противника под Ленинградом. В период подготовки Красносельско-Ропшинской операции флот в тяжелых ледовых условиях осуществил перевозку на ораниенбаумский плацдарм войск и военной техники 2-й ударной армии. Это позволило командованию фронта создать сильную группировку войск для удара по противнику. В ходе операции флот участвовал в артиллерийском (200 орудий крупного и среднего калибра) и в авиационном наступлениях в составе минно-торпедных, штурмовых и истребительных авиадивизий и отдельного разведывательного авиаполка. В Выборгской и Выборгско-Петрозаводской операциях артиллерия флота участвовала в прорыве обороны противника на Карельском перешейке, в артиллерийской поддержке и артиллерийском сопровождении войск. Морские десанты Балтийского флота овладели островами Бьёркского архипелага и Выборгского залива, надводные силы нарушали снабжение и эвакуацию войск противника морем. В Свирско-Петрозаводской операции Ладожская военная флотилия Балтийского флота содействовала сухопутным войскам в прорыве обороны противника и провела Тулоксинскую десантную операцию. При подготовке Таллинской операции флот обеспечивал перегруппировку войск 2-й ударной армии с нарвского на тартуский участок фронта, в ходе операции высаживал тактические десанты при освобождении материковой Эстонии в гавани и порты на побережье и на острова Финского залива. В Моонзундской десантной операции на острова Моонзундского архипелага высажены 2 стрелковых корпуса 8-й армии и бригада морской пехоты общей численностью более 60 тысяч человек. Для авиационной поддержки привлекалась авиация флота. Действия Балтийского флота на морских сообщениях способствовали успешному разгрому войск противника в Прибалтийской, Восточно-Прусской и Восточно-Померанской стратегических операциях.
Обстановка с положением Балтийского флота изменилась только в начале сентября 1944 года, когда Финляндия вышла из войны.
После Выборгско-Петрозаводской наступательной операции 1944 г., вынудившей Финляндию выйти из войны, начались работы по затоплению противолодочных сетей и разминированию «Nashorn», «Rukajärvi», «Brummbar», «Peninkulma», «Sauna», «Tiger» и «Zeeigel» силами четырёх бригад траления Балтийского флота и тральщиков ВМС Финляндии, что позволило советским подлодкам осенью 1944 года вновь начать операции на Балтике.
Одним из условий соглашения о перемирии, выдвинутого советской стороной Финляндии, была передача СССР в аренду полуострова Порккала-Удд (с базой ВМФ Порккала), который, как показал печальный опыт 1942—1943 годов, является ключевым местом блокирования Финского залива.
По официальным советским данным, в 1944 году подводные лодки Балтийского флота потопили 35 транспортных судов общим водоизмещением 86 140 брт, 2 боевых корабля и вспомогательное судно, а в 1945 году 24 транспорта (97024 брт) и 10 кораблей. 1 корабль был поврежден. От действий советских моряков погибло не менее 4-х немецких субмарин — U-250, U-367, U-479, U-679. За 1944 год Балтийский флот потерял только одну подводную лодку — М-96, в январе 1945 погибла С-4.
К наиболее значительным успехам КБФ можно отнести уничтожение крупных транспортов противника: «Вильгельм Густлофф», «Гойя» и «Генерал Штойбен». Потопление каждого из этих кораблей, входит в десятку крупнейших по количеству жертв морских катастроф. В общей сложности в результате потопления данных кораблей погибло около 20 тысяч человек.
Всего за время войны воюющими сторонами в Финском заливе было установлено 51 600 мин и 12 700 минных защитников.

### Потери противника
Отечественная историография оценивает нанесённый противнику силами флота урон на Балтийском море в 581 боевой и вспомогательный корабль и в 624 транспорта общим водоизмещением более 158 тыс. бтн.
По данным бывшего вице-адмирала и заместителя командующего Балтийским флотом Николая Хромова, за годы войны подводными силами Балтийского флота совершено 196 боевых походов и 239 торпедных атак с использованием 479 торпед. Потоплено 149 транспортов и боевых кораблей противника, общим водоизмещением 360 тыс. тонн:
- Торпедным оружием потоплено 97 транспортов и уничтожено 5 боевых кораблей;
- Подводными лодками выставлено 278 мин, на которых подорвались и затонули 36 судов, включая 16 боевых кораблей противника.
- Артогнем уничтожено 7 судов и 2 малых боевых корабля[26].

Фактически значительная часть официально зачтённых побед не имеет документальных подтверждений по ряду причин, а тоннаж транспортов очень часто завышен в результате оверклейма.
- Броненосец «Ильмаринен» (подорвался на минах)
- Броненосец «Шлезиен»
- Транспорт «Орион»
- Корабль ПВО «Ниобе»
- Миноносцы Т3 и Т5 типа 1935
- Миноносец Т-18 типа 1937
- Миноносец Т-31 (Бой у острова Нерва)
- Миноносец Т-34[англ.]
- Миноносец Т-36[англ.]
- Тральщик M 538[нем.]
- охотники за подводными лодками — UJ 1211, UJ 1204 и UJ 1216[27]
- немецкий корабль береговой охраны V-1802[28]
- Минный заградитель «Konigin Luise»[29]
- минный заградитель «Riilahti»
- патрульные катера[англ.] — VMV 8, VMV 12, VMV 17
- торпедный катер «Тайсто»[англ.]
- корабль береговой охраны «Uisko»[фин.]
- тральщики Vilppula и Mercurius[англ.]
- 5 немецких подводных лодок: U-144, U-250, U-367, U-479, U-679, (подводные лодки U-676 и U-745 считаются погибшими на минах финских заградителей «Лоухи» и «Руотсинсалми»)
- Артиллерийский корабль «Драхе»[30]
- Карлсруэ (пароход)
- «Вильгельм Густлофф»
- «Гойя»
- «Генерал Штойбен»

и многие другие транспортные суда. Ряд кораблей, к примеру, эсминец Z-43, получили повреждения.
Кроме того, при проведении заградительных операций в Финском заливе, на собственных минах подорвались и погибли ЭМ Z-35 и Z-36 и миноносцы Т-22, Т-30 и Т-32.
Список побед торпедных катеров:
- 14 сентября 1941 года — вспомогательный ТЩ М-1707 (473 брт), подорвался на мине в районе Аренсбурга, был обстрелян советской БО (одно попадание 130-мм в корму) и был оставлен экипажем. ТЩ был обнаружен советскими ТКА, абордирован и добит торпедой.
- 23 сентября 1941 года — вспомогательный СКР V-308 (314 брт) у Гогланда.
- 1 ноября 1943 года — большой ТЩ М-16 (682 т) в Нарвском заливе. Поврежден — затонул на мелководье, но был поднят и вновь введен в строй немцами.
- 4 июня 1944 года — большой ТЩ М-37 (717 т) у Гогланда.
- 18 февраля 1945 года — ТР «Tolina» (1923 брт) у Мемеля.
- 11 апреля 1945 года — ТР «Neuverk» (804 брт) у Хельской косы.
- 15 апреля 1945 года — эсминец Z-34 (3691 т) тяжело поврежден а Данцигской бухте в результате попадания торпеды в МО, потерял ход.
- 26 апреля 1945 года — БДБ F-248A (220 т) у Хельской косы.
- 28 апреля 1945 года — ТР «Emili Sauber» (2476 брт) у Хельской косы.

Возможно, также, 6 мая 1945 года у Хельской косы ТКА был потоплен армейский «штурмбот» PiLb-43-11 (225 т).
Кроме того, корабельная и береговая артиллерия Балтийского флота активно использовалась для нанесения ударов по сухопутным войскам Германии, блокирующим Ленинград, а также для противодействия авиации противника.

### Потери Балтийского флота

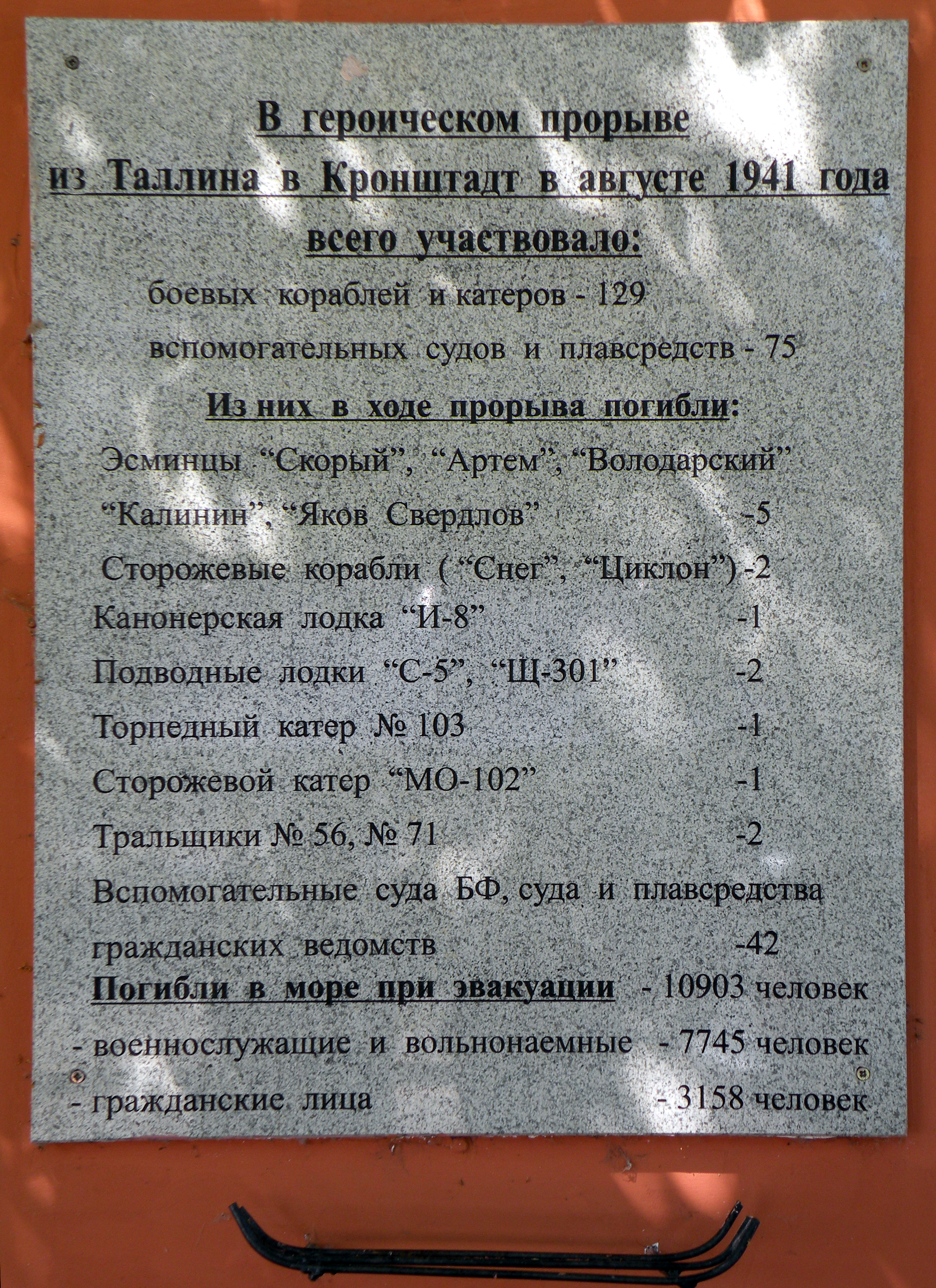
Памятная доска о погибших в 1941 году.

Общие потери Балтийского флота на морских минах за годы Великой Отечественной войны составили 151 корабль и катер. В годы Великой Отечественной войны Балтийский флот потерял 46 подводных лодок. Безвозвратные людские потери Балтийского флота по мнению Г. Ф. Кривошеева оцениваются в пределах 56 тысяч человек.
- линкору «Марат», вследствие авианалета Ю-87 23.09.1941, взрывом торпедного боезапаса оторвало носовую оконечность по 47 шпангоут;
- в тот же день потоплен лидер эсминцев «Минск», поднят и введен в строй в 1943 году;
- крейсер «Максим Горький» 23.06.1941 подрывается на минах и надолго выходит из строя;
- при эвакуации из Либавы затоплены эсминец «Ленин» и несколько подводных лодок;
- при эвакуации из Таллина на минах и от авиации погибли 15 кораблей и катеров:
  - 5 эскадренных миноносцев: «Скорый», «Яков Свердлов», «Калинин», «Володарский», «Артём»,
  - 2 подводные лодки: Щ-301 и С-5,
  - 3 сторожевых корабля: «Снег», «Циклон», «Топаз»,
  - 2 тральщика: № 56 («Барометр»), № 71 («Краб»),
  - канонерская лодка И-8,
  - сторожевой катер (малый охотник за подводными лодками № 109)?,
  - торпедный катер № 103,
  - кроме того, безвозвратно потеряны 43 транспорта и вспомогательных судна (из установленных: транспорты «Элла», «Вирония», «Эверита», «Луга», «Иван Папанин», «Ярвамаа», «Алев», «Калпакс», «Атис Кронвальдис», «Балхаш», «Найссар», «Эргонаутис», «Тобол», «Аусма», «Скрунда», «Вторая Пятилетка», танкер № 12, ледоколы «Кришьянис Вальдемарс» и КП-13, вооружённый буксир ОЛС-7, спасательные судна «Сатурн» и «Колывань», плавмастерская «Серп и Молот», плавбаза «Восток», самоходная баржа ТТ-1).

В 1941 году от различных причин КБФ потерял:
15 эсминцев, в том числе
7 типа «Новик»
1. «Яков Свердлов».
2. «Артём».
3. «Володарский».
4. «Калинин».
5. «Ленин».
6. «Карл Маркс».
7. «Энгельс».

8 эсминцев проектов 7 и 7-У
1. «Гневный».
2. «Скорый».
3. «Смелый».
4. «Сметливый».
5. «Статный».
6. «Гордый».
7. «Суровый».
8. «Сердитый».

Кроме того, 27 июня 1941 года немецкие торпедные катера полностью вывели из строя «Сторожевой», 21 сентября 1941 в Кронштадте авиацией потоплен «Стерегущий». Впоследствии оба корабля ввели в строй. При обороне Ленинграда и контрбатарейной борьбе ряду кораблей нанесен серьёзный урон, в том числе линкору «Октябрьская революция».

## Командный состав

### Командующий

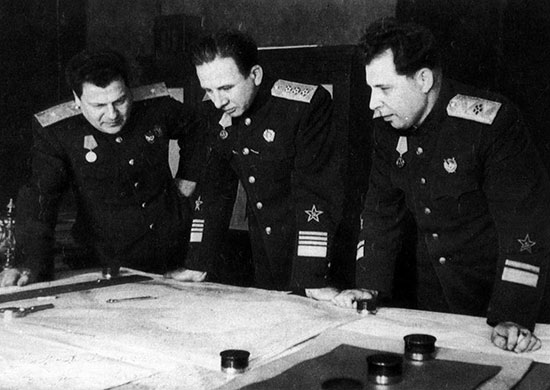
Командование КБФ. Слева направо: член Военного совета генерал-майор Н. К. Смирнов, командующий флотом адмирал В. Ф. Трибуц, начальник штаба контр-адмирал М. И. Арапов.

- Командующий — вице-адмирал В. Ф. Трибуц (с мая 1943 года адмирал) — июнь 1941 года — до конца войны.

### Члены Военного совета
- дивизионный комиссар М. Г. Яковенко (июнь-июль 1941 года)
- дивизионный комиссар, корпусной комиссар, с декабря 1942 года контр-адмирал, с мая 1944 года вице-адмирал Н. К. Смирнов (июль 1941 года — до конца войны)
- бригадный комиссар, дивизионный комиссар, с декабря 1942 года генерал-майор береговой службы А. Д. Вербицкий (июнь 1941 года — до конца войны).

### Начальники штаба
- контр-адмирал Ю. А. Пантелеев (июнь — сентябрь 1941 года)
- вице-адмирал Ю. Ф. Ралль (сентябрь 1941 — февраль 1943 года)
- капитан 1-го ранга, с января 1944 года контр-адмирал А. Н. Петров (февраль — март 1943 года, октябрь — декабрь 1943 года, врид, и декабрь 1943 — апрель 1945 года)
- контр-адмирал Арапов Михаил Иванович (март — октябрь 1943 года)
- контр-адмирал Александров Александр Петрович (апрель 1945 года — до конца войны).

### Командиры подразделений и начальники служб
- командующий эскадрой КБФ: контр-адмирал Дмитрий Данилович Вдовиченко
- командующий артиллерией КБФ контр-адмирал Иван Иванович Грен (с июля 1941 г.)
- командующий Островным морским оборонительным районом (ОМОР) КБФ контр-адмирал Чероков Виктор Сергеевич (1945, до расформирования — ЛадожВфл, затем — РМОР)
- начальник тыла КБФ: генерал-майор Митрофан Иванович Москаленко
- начальник минно-торпедного отдела: капитан 2-го ранга Попик Петр Анисимович
- начальник отдела подводного плавания КБФ: капитан 1-го ранга Андрей Митрофанович Стеценко
- начальник минной обороны КБФ: контр-адмирал Юрий Федорович Ралль.
- начальник боевой подготовки КБФ: капитан 1-го ранга Сергей Валентинович Кудрявцев
- начальник разведки КБФ: подполковник Фрумкин Наум Соломонович
- разведотдел, капитан 2-го ранга Филипповский А. А.
- начальник отдела военных сообщений КБФ: капитан 1-го ранга Иван Николаевич Ганцов
- начальник оперативного отдела КБФ: капитан 1-го ранга Григорий Ефимович Пилиповский
- начальник связи КБФ: полковник Зернов М. А.
- начальник гидрографической службы КБФ: капитан 3-го ранга Назимов М. Н.
- начальник береговой обороны КБФ: генерал-майор Дмитриев И. Н.
- начальник управления ПВО КБФ: генерал-майор Зашихин Г. С.
- начальник организационно-мобилизационного отдела КБФ: полковник Ильин А. С.
- начальник техотдела КБФ: капитан 2-го ранга Кудинов Н. Н.
- начальник инженерного отдела КБФ: полковник Коновалов Т. Т.
- начальник отдела ВОСО КБФ: капитан 2-го ранга Гонцов И. Н.
- военно-воздушные силы КБФ: генерал-майор Ермаченков В. В.
- флагманский артиллерист КБФ: капитан 1-го ранга Фельдман Н. Э.
- помощник флагарта эскадры: капитан 1-го ранга Сагоян А. А.
- помощник флагарта по зенитной артиллерии: капитан 3 ранга Баринов
- флагманский минер КБФ: капитан 2-го ранга Тулинов А. К.
- флагманский штурман КБФ: капитан 2-го ранга Иосифов Б. Н.
- начальник санитарного отдела КБФ: бригврач Кривошеин М. Я.

## Базирование флота
Система базирования флота включала:
- главная военно-морская база — Таллин (с 30 августа 1941 года — Кронштадт)
- Кронштадтская военно-морская база (контр-адмирал Иванов Вадим Иванович),
  - Кронштадтский укрепленный сектор (артиллерия Котлина, островные и береговые форты со стрелковыми подразделениями. Противовоздушную оборону базы обеспечивали два зенитно-артиллерийских полка и четыре отдельных зенитно-артиллерийских дивизиона. Также в состав Кронштадтского укреплённого сектора с сентября 1941 года входил бронепоезд КБФ № 9 «Кронштадтец», созданный на крепостной железной дороге. Он выполнял роль с одной стороны — подвижной зенитной батареи, с другой — усилил бы артиллерийские средства при возможной высадке десанта противника с моря или с воздуха.)
    - Северные Форты Кронштадта (Правый фланг замыкал мыс у города Сестрорецка, а левый — Толбухин маяк; эти опорные пункты были вооружены 45-миллиметровыми орудиями для борьбы с танками и десантными катерами. По восемь таких орудий находилось на всех фортах первой линии. Кроме того вооружение фортов состояло из всего девяти 254-мм орудий, восьми 203-мм орудий в башнях, семнадцати 152-мм орудий, трех 120-мм орудий. На 22.06.1941 северные форты № 1,3,5,7 были вооружены зенитной артиллерией и вошли в систему ПВО Кронштадтского укрепленного сектора береговой обороны Балтийского флота. На фортах № 2 и № 4 были установлены новые 100 мм орудия Б-24, на форту № 6 установили орудия Канэ. Эти три форта вошли в 15-й Отдельный артдивизион Кронштадта.):
      - форт «Первомайский»
      - форт «Красноармейский»
      - Северный форт № 1
      - Северный форт № 2
      - Северный форт № 3
      - Северный форт № 4 («Зверев»)
      - Северный форт № 5
      - Северный форт № 6
      - Северный форт № 7

    - Центральные форты Кронштадта
      - Форт «Комсомольский» («Риф»)
      - Форт «Шанц» (командный пункт Командующего Береговой Обороной Балтийского моря). Во время ВОВ здесь базировалась Отдельная железнодорожная артиллерийская батарея № 19-А (два орудия калибром 180 мм), курсировавшая по ветке Кронштадт — Форт «Шанц» — Форт «Комсомольский» («Риф»).
      - Форт «К» («Рошаль»)
      - Форт «Император Петр I» («Цитадель»)

    - Южные форты Кронштадта
      - Форт «Император Александр I» («Чумной») (с 1923 года использовался как склад боеприпасов для флота)
      - Батарея «Князь Меньшиков» (в годы Великой Отечественной войны здесь были установлены два 100 мм орудия)
      - Форт «Кроншлот» (во время войны использовался как минная станция и база бронекатеров. На батарее «Николаевская» находилась станция размагничивания кораблей)
      - Форт «Император Павел I» («Рисбанк») (с 1919 года был переоборудован под склад с боеприпасами, на 1923 год на складе находилось 30 000 морских мин. Форт уничтожен 19 июля 1923 году в результате диверсии — в результате взрыва полностью разрушен)
      - Форт № 3 («Граф Милютин», «Башенная») (на 22.06.1941 на нём располагался 14 отдельный артдивизион береговой обороны крепости Кронштадт)
      - Форт № 2 («Дзичканец»)
      - Форт № 1 («Южный») (В 1930-х здесь установили сборный железобетонный массив для батареи из трех 100-мм орудий Б-24БМ и командный пункт.)

  - Выборгский укрепленный сектор
  - Гогландский укрепленный сектор
  - Ижорский укрепленный сектор
- Ленинградская военно-морская база (контр-адмирал Челпанов Федор Иванович)
- Прибалтийская военно-морская база (сформирована 21 июня, контр-адмирал Трайнин, Павел Алексеевич) в составе:

- Либавская военно-морская база (капитан 1-го ранга Клевенский Михаил Сергеевич)

- военно-морская база Ручьи (капитан 2-го ранга Лежава Владимир Нестерович[35][36]), она же ВМБ «Усть-Луга» или Лужская военно-морская база, существовавшая в 1945 году
- морской оборонительный район Ханко (генерал-майор береговой службы Кабанов, Сергей Иванович)
- БО Ладожского озера

(Островная и Кольбергская были созданы позже, в 1943 и 1944 соответственно)

## Состав флота
К началу Великой Отечественной войны Краснознаменный Балтийский флот имел в своём составе 62 надводных корабля: два линкора — «Марат» в Ленинграде и «Октябрьская революция» в Таллине; два крейсера — «Киров» (пр. 26) и «Максим Горький» (пр. 26-бис); два лидера эскадренных миноносцев — «Минск» (пр. 38) и «Ленинград» (пр. 1), 19 эсминцев (пять — пр. 7, семь — пр. 7-У и семь — типа «Новик»), семь СКР (четыре — пр. 39, три — пр. 2), четыре минных заградителя, 24 тральщика, две канонерские лодки, 68 подводных лодок, 95 катеров.
В боевом составе ВВС флота на 22.06.1941 года насчитывалось 639 боевых самолётов, в том числе ДБ-3 — 91 самолёт, СБ — 66, Ар-2 — 17, И-16 — 137, И-15 — 31, МиГ-3 — 38, Як-1 — 8, МБР-2 — 144, Че-2 — 5, И-153 — 100.
В береговой обороне — 1528 орудий береговой артиллерии, из них сорок пять — калибра 356-мм.
Также де-факто в составе находился недостроенный тяжелый крейсер «Петропавловск» (капитан 1-го ранга А. Г. Ванифатьев), использовался как плавучая батарея (четыре 203-мм орудия).
Из Морпогранохраны НКВД СССР флоту в начале войны были переданы 3 сторожевых корабля, 59 катеров, 91 единица прочих плавредств (мотоботы, шхуны и т. д.).
Ещё несколько десятков гражданских и рыболовных судов было принято флотом по мобилизации для переоборудования в боевые и вспомогательные корабли.

### Надводные силы

#### Эскадра надводных кораблей
(контр-адмирал Д. Д. Вдовиченко)
- линкоры
  - «Марат» (капитан 2-го ранга П. К. Иванов), после 23.10.1941 — несамоходная плавучая батарея;
  - «Октябрьская революция» (контр-адмирал М. З. Москаленко).
- 3-й дивизион эскадренных миноносцев:
  - лидеры:
    - «Минск» (капитан 2-го ранга П. Н. Петунин);
    - «Ленинград» (капитан 3-го ранга Г. М. Горбачёв).

  - эсминцы:
    - «Карл Маркс» (капитан 3-го ранга Л. В. Дубровицкий);
    - «Ленин» (капитан-лейтенант Ю. Афанасьев), стоял в Либаве с разобранными машинами;
    - «Володарский» (капитан 2-го ранга Н. В. Фалин);
    - «Яков Свердлов» (капитан 2-го ранга А. М. Спиридонов);
    - «Энгельс» (капитан 3-го ранга В. П. Васильев);
    - «Артём» (старший лейтенант А. Б. Сей);
    - «Калинин» (командир капитан 2-го ранга П. Б. Стасов).
- Минные заградители:
  - «Марти» (капитан 1-го ранга Н. И. Мещерский);
  - «Урал» (капитан 2-го ранга Карпов Иван Григорьевич).
- 4-й дивизион эскадренных миноносцев (все проекта 7-У):
  - «Свирепый» (капитан-лейтенант П. Ф. Мазепин — до 21.09.1941), введён в строй в течение июня;
  - «Страшный» (капитан 2-го ранга Польский Юрий Андрианович), введён в строй в течение июня.
- 5-й дивизион эскадренных миноносцев (все проекта 7-У):
  - «Славный» (капитан 3-го ранга М. Д. Осадчий);
  - «Суровый» (капитан 2-го ранга В. Ф. Андреев);
  - «Смелый» (капитан 3-го ранга В. С. Быков; отдан под суд за потерю корабля);
  - «Скорый» (капитан 3-го ранга Баландин Александр Николаевич), сдан 18 июля;
  - «Статный» (капитан 3-го ранга Н. Н. Алексеев), сдан 9 июля;
  - «Стройный», не достроен;
  - «Строгий», не достроен
- дивизион сторожевых кораблей («дивизион плохой погоды», семь сторожевых кораблей типа «Ураган»):
  - «Вихрь» (старший лейтенант Б. А. Барер — с 22.06.1941), всю войну простоял в ремонте;
  - «Тайфун» (на 22.06.1941 в ремонте с 1939 года);
  - «Циклон» (старший лейтенант М. А. Росиев);
  - «Туча» (капитан-лейтенант Моторов Георгий Никифорович);
  - «Буря» (капитан-лейтенант А. А. Маклецов);
  - «Снег» (старший лейтенант М. И. Орлов);
  - «Пурга» (старший лейтенант С. В. Семёнов).

#### Отряд лёгких сил (ОЛС)
(контр-адмирал В. П. Дрозд)
- крейсера
  - «Киров» (капитан 1-го ранга Сухоруков Максим Георгиевич);
  - «Максим Горький» (капитан 2-го ранга А. Н. Петров).
- два лидера эсминцев:
  - «Минск»;
  - «Ленинград».
- 1-й дивизион эскадренных миноносцев (капитан 2-го ранга Солоухин Сергей Дмитриевич) — все проекта 7:
  - «Гордый» (капитан 3-го ранга Е. Б. Ефет), вымпел капитана 2-го ранга С. Д. Солоухина;
  - «Грозящий» (капитан 3 ранга Черемхин Константин Кузьмич), вымпел капитана 2-го ранга Святова;
  - «Гневный» (капитан 3-го ранга М. Т. Устинов);
  - «Сметливый» (капитан 2-го ранга Нарыков Василий Максимович);
  - «Стерегущий» (капитан 3-го ранга Е. П. Збрицкий), вымпел контр-адмирала В. П. Дрозда.
- 2-й дивизион эскадренных миноносцев (капитан 2-го ранга Г. С. Абашвили) — все проекта 7-У:
  - «Сторожевой» (капитан 3-го ранга И. Ф. Ломакин);
  - «Стойкий»;
  - «Сильный» (капитан 3-го ранга С. С. Комаров);
  - «Сердитый» (капитан 3-го ранга Письменный Алексей Гаврилович).
- Вспомогательные суда ОЛС:
  - сторожевой корабль «Туча» (капитан-лейтенант Моторов Георгий Никифорович) типа «Ураган»;
  - сторожевой корабль «Буря» (капитан-лейтенант А. А. Маклецов) типа «Ураган»;
  - танкер «Железнодорожник» (заправщик отряда).

#### Торпедные катера
Две бригады торпедных катеров:
- 1-я бригада торпедных катеров (капитан 2-го ранга В. С. Чероков):
  - 1-й дивизион;
  - 2-й дивизион:
    - 1-й отряд торпедных катеров типа Д-3 (старший лейтенант А. Г. Свердлов):
      - № 12,
      - № 22,
      - № 32,
      - № 42;
- 2-я бригада торпедных катеров (капитан 2-го ранга В. А. Саламатин):
  - 3-й дивизион (ТКА-57, капитан-лейтенант А. М. Хоруженко);
  - 4-й дивизион.

#### Артиллерийские и минно-тральные корабли
- две канонерские лодки:
  - «Красное Знамя» (капитан 2-го ранга А. Л. Устинов);
  - «Пионер» (капитан 2-го ранга П. К. Иванов).
- четыре минных заградителя:
  - «Суроп» (быв. «Апостол Павел» 1915 года; бывший эстонский до 1940 года);
  - «Ристна» (быв. «Апостол Пётр» 1915 года; бывший эстонский до 1940 года);
  - КАТЩ № 1 (до 13.08.1940 эст. Keri);
  - КАТЩ № 2 (до 13.08.1940 эст. Vaindlo).
- двадцать четыре тральщика:
  - тринадцать — проекта 53у:
    - Т-205 «Гафель»,
    - Т-206 «Верп»,
    - Т-207 «Шпиль»,
    - Т-208 «Шкив»,
    - Т-209 «Кнехт»,
    - Т-210 «Гак»,
    - Т-211 «Рым»,
    - Т-212 «Штаг»,
    - Т-213 «Крамбол»,
    - Т-214 «Бугель»,
    - Т-215 (имя не присвоено),
    - Т-216 (имя не присвоено),
    - Т-218 (имя не присвоено);

  - четыре — проекта 3:
    - Т-201 «Заряд»,
    - Т-202 «Буй»,
    - Т-203 «Патрон»,
    - Т-204 «Фугас»;

  - два — типа «Ударник»:
    - «Ударник»,
    - «Клюз»;

  - два — типа «Виестурс»:
    - Т-298 «Виестурс» (быв. латышский),
    - Т-299 «Иманта» (быв. латышский);

  - два — типа «Вирсайтис»:
    - T-297, «Вирсайтис» (быв. латышский; капитан 2-го ранга А. Мехероз),
    - № 76 «Коралл» (быв. литовский «Президент А. Сметона»).

#### Прочие корабли и суда
- Отряд шхерных кораблей (капитан 3-го ранга Лазо Эммануил Иванович);
- Отряд вновь строящихся кораблей, в составе которого числился недостроенный крейсер «Петропавловск»;
- Группа надводных заградителей (контр-адмирал Д. Д. Вдовиченко):
  - минные заградители «Марти» (капитан 1-го ранга Н. И. Мещерский) и «Урал» (капитан 2-го ранга И. Г. Карпов).

### Подводные силы
Три бригады и отдельный дивизион подводных лодок:

#### 1-я бригада подводных лодок
(капитан 1-го ранга Н. П. Египко)
- 1-й дивизион (Герой Советского Союза капитан 3-го ранга А. В. Трипольский):
  - С-1 (капитан 3-го ранга Морской Иван Тихонович), взорвана в Либаве при отступлении;
  - С-3 (капитан-лейтенант Костромичев Николай Александрович);
  - С-4 (капитан-лейтенант А. Д. Сергеевич);
  - С-5 (капитан 3-го ранга Бащенко Александр Аркадьевич);
  - С-6 (капитан-лейтенант Кульбакин Василий Федорович);
  - С-7 (капитан 3-го ранга С. П. Лисин);
  - С-8 (капитан 3-го ранга Бойко Михаил Семенович, отдан под суд после 25.06.1941; после него назначен капитан-лейтенант Браун Илья Яковлевич — ком. ПЛ L-55);
  - С-9 (капитан-лейтенант Рогачевский Сергей Анатольевич);
  - Плавбаза 1-го дивизиона 1-й бригады «Смольный».
- 2-й дивизион (капитан 3-го ранга Червинский Владимир Александрович):
  - С-10 (капитан 3-го ранга Бакунин Борис Константинович);
  - С-101 капитан 3-го ранга Векке Виктор Кузьмич);
  - С-102 (капитан-лейтенант Иванов Борис Владимирович);
  - Плавбаза 2-го дивизиона 1-й бригады «Иртыш».
- 3-й дивизион (капитан 3 ранга Аверочкин Анатолий Кузьмич):
  - Л-3 (капитан 3-го ранга Грищенко Петр Денисович);
  - Калев (капитан-лейтенант Ныров Борис Алексеевич);
  - Лембит (капитан-лейтенант Полещук Владимир Антонович);
  - Ронис (капитан-лейтенант Мадиссон Александр Иванович), взорвана в Либаве при отступлении;
  - Спидола (старший лейтенант Бойцов Вячеслав Иванович), взорвана в Либаве при отступлении.
- 4-й дивизион (капитан-лейтенант Матвеев Степан Ионович):
  - М-71 (капитан-лейтенант Костылев Лев Николаевич), взорвана в Либаве при отступлении;
  - М-77 (старший лейтенант Хлюпин Николай Алексеевич);
  - М-78 (старший лейтенант Шевченко Дмитрий Леонтьевич);
  - М-79 (старший лейтенант Автомонов Иван Васильевич);
  - М-80 (капитан-лейтенант Мочалов Федор Александрович), взорвана в Либаве при отступлении;
  - М-81 (капитан-лейтенант Зубков Фёдор Антонович);
  - М-83 (старший лейтенант Шалаев Павел Михайлович), взорвана в Либаве при отступлении.

#### 2-я бригада подводных лодок
(капитан 2-го ранга А. Е. Орёл)
- 6-й дивизион (капитан 2-го ранга Федотов Михаил Васильевич):
  - Щ-309 (капитан 3-го ранга И. С. Кабо);
  - Щ-310 (капитан-лейтенант Д. К. Ярошевич);
  - Щ-311 (капитан-лейтенант Ф. Г. Вершинин).
- 7-й дивизион (капитан 3-го ранга Егоров Владимир Алексеевич):
  - Щ-317 (капитан 3-го ранга Андронов Алексей Герасимович);
  - Щ-318 (капитан-лейтенанта Афанасьев Владимир Константинович);
  - Щ-319 (капитан-лейтенант Агашин Николай Сидорович);
  - Щ-320 (капитан-лейтенант Вишневский Иван Макарович);
  - Щ-322 (капитан-лейтенант Ермилов Виктор Андреевич);
  - Щ-323 (капитан-лейтенант Иванцов Федор Иванович);
  - Щ-324 (капитан-лейтенант Тархнишвили Георгий Иорамович).
- 8-й дивизион (капитан 3 ранга Юнаков Евгений Гаврилович):
  - М-90 (старший лейтенант Татаринов Иван Михайлович);
  - М-94 (старший лейтенант Дьяков Николай Васильевич);
  - М-95 (старший лейтенант Федоров Леонид Петрович);
  - М-96 (капитан-лейтенант А. И. Маринеско);
  - М-97 (капитан-лейтенант Дьяков Николай Васильевич);
  - М-98 (капитан-лейтенант Беззубиков Иван Иванович);
  - М-99 (старший лейтенант Попов Борис Михайлович);
  - М-102 (старший лейтенант Гладилин Петр Васильевич);
  - М-103 (капитан-лейтенант Нечкин Вадим Дмитриевич).
- Плавбазы «Ока» (Тип «Кама»), «Полярная Звезда», «Амур».

#### Учебная бригада подводных лодок
(контр-адмирал А. Т. Заостровцев)
- 9-й дивизион (капитан-лейтенант Н. К. Мохов):
  - М-72 (старший лейтенант Кулыгин Николай Николаевич), на 22.06.1941 в ремонте;
  - М-73 (старший лейтенант Каланин Виктор Петрович), на 22.06.1941 в ремонте;
  - М-74 (старший лейтенант Сазонов Дмитрий Михайлович), на 22.06.1941 в ремонте;
  - М-75 (старший лейтенант Тарасов Павел Степанович), на 22.06.1941 в ремонте;
  - М-76 (лейтенант Жаворонков Георгий Александрович), на 22.06.1941 в ремонте.
- 13-й дивизион:
  - Щ-303 (капитан 3-го ранга И. В. Травкин);
  - Щ-304 (капитан 3-го ранга Афанасьев Яков Павлович);
  - К-3 (капитан 3-го ранга Малофеев Кузьма Иванович);
  - К-21 (капитан-лейтенант В. Н. Жуков), с 8.06.1941 в составе экспедиции особого назначения ЭОН-11 совершает переход на Северный флот через Беломоро-Балтийский канал;
  - К-22 (капитан 2-го ранга Котельников Виктор Николаевич).
- 14-й дивизион:
  - К-23 (капитан 3-го ранга Потапов Леонид Степанович);
  - Л-1 «Ленинец» (капитан 3-го ранга Могилевский Сергей Сергеевич);
  - Л-2 «Сталинец» (капитан-лейтенант Чебанов Александр Петрович);
  - С-11 (капитан-лейтенант Середа Анатолий Михайлович), включена в состав КБФ 30.07.1941;
  - С-12 (капитан-лейтенант Тураев Василий Адрианович), включена в состав КБФ 30.08.1941;
  - С-13 (старший лейтенант Маланченко Петр Петрович), 11.07.1941 начала переход на Балтику по Мариинской водной системе, включена в состав КБФ 30.08.1941.
- отдельный учебный дивизион подводных лодок (капитан 2 ранга Эйхбаум Николай Эдуардович):
  - П-1 «Правда» (лейтенант Логинов Иван Андреевич);
  - П-2 «Звезда» (капитан-лейтенант Попов Иван Петрович);
  - П-3 «Искра»  (капитан-лейтенант Пантелеев Алексей Николаевич);
  - Щ-301 (капитан-лейтенант Грачёв Иван Васильевич);
  - Щ-302 (капитан-лейтенант Нечкин Вадим Дмитриевич);
  - Щ-305 (старший лейтенант, ВРИД Кочетков Константин Сергеевич);
  - Щ-306 (старший лейтенант Смоляр Николай Иванович);
  - Щ-307 (капитан-лейтенант Петров Николай Иванович);
  - Б-2 (капитан-лейтенант Быховский Израиль Адольфович);
  - Л-55 (старший лейтенант Браун Илья Яковлевич);
  - опытная лодка «РЕДО» (капитан-лейтенант Карташев Николай Иванович).

### Военно-воздушные силы флота
(командующий ВВС КБФ генерал-майор авиации В. В. Ермаченков, с 15.07.1941 — генерал-майор авиации М. И. Самохин)
- три авиационные бригады:
  - 8-я бомбардировочная авиационная бригада ВВС Балтийского флота (командир — полковник Логинов Николай Константинович):
    - 1-й минно-торпедный авиационный полк ВВС Балтийского флота (командир — майор Н. В. Абрамов), пять эскадрилий,
    - 57-й бомбардировочный авиационный полк ВВС Балтийского флота (командир — полковник Е. Н. Преображенский),
    - 17-й ОТАО;

  - 10-я смешанная авиационная бригада ВВС Балтийского флота (командир — генерал-майор авиации Н. Т. Петрухин):
    - 13-й истребительный авиационный полк ВВС Балтийского флота (командир — подполковник И. Г. Романенко),
    - 71-й истребительный авиационный полк ВВС Балтийского флота (командир — подполковник А. В. Коронец),
    - 73-й бомбардировочный авиационный полк ВВС Балтийского флота (командир — полковник А. И. Крохалев);

  - 61-я истребительная авиационная бригада ВВС Балтийского флота (командир — полковник А. М. Морозов):
    - 5-й истребительный авиационный полк ВВС Балтийского флота,
    - 11-й истребительный авиационный полк ВВС Балтийского флота,
    - 13-й истребительный авиационный полк ВВС Балтийского флота,
    - 21-й истребительный авиационный полк ВВС Балтийского флота,
    - 71-й истребительный авиационный полк ВВС Балтийского флота,
    - 12-я отдельная истребительная авиационная эскадрилья ВВС Балтийского флота,
    - 13-я отдельная истребительная авиационная эскадрилья ВВС Балтийского флота,
    - 104-я отдельная авиационная эскадрилья ВВС Балтийского флота;
- два отдельных авиационных полка:
  - 15-й морской разведывательный авиаполк,
- семь отдельных эскадрилий (самолёты МБР-2):
  - 18-я ОМБРАЭ,
  - 41-я ОМБРАЭ,
  - 43-я ОМБРАЭ,
  - 44-я ОМБРАЭ,
  - 58-я ОМБРАЭ,
  - 12-й отдельный авиаотряд,
  - 44-й отдельный авиаотряд;
- одиннадцать отдельных авиационных эскадрилий.

### Береговая оборона флота

#### 1-я особая бригада морской пехоты Балтийского флота
(командир полковник Т. М. Парафило)
- 1-й стрелковый батальон;
- 2-й стрелковый батальон;
- 3-й стрелковый батальон;
- 1-я танковая рота;
- рота связи;
- сапёрная рота и др.
- 31-й отдельный местный стрелковый батальон;
- два отдельных пулемётных батальона.

### ПВО флота
Всего в составе ПВО КБФ девяносто одна батарея:
- Лиепая — шесть батарей (24 × 76-мм орудия);
- Таллин — тридцать две батареи;
- остров Сааремаа — пять батарей (12 × 76-мм орудий);
- остров Хийумаа — две батареи;
- Палдиски — четыре батареи (12 × 76-мм);
- полуостров Пакри — две батареи;
- остров Большой Рогге — одна батарея;
- остров Малый Рогге — одна батарея;
- остров Осмуссаар — две батареи (4 × 76-мм, 4 × 85-мм);
- Кронштадт — восемнадцать? батарей (на 25 января 1941 года 48 × 76-мм орудий);
- ВМБ на полуострове Ханко — двенадцать батарей (48 × 76-мм + 4 × 85-мм на складе).

## Награды

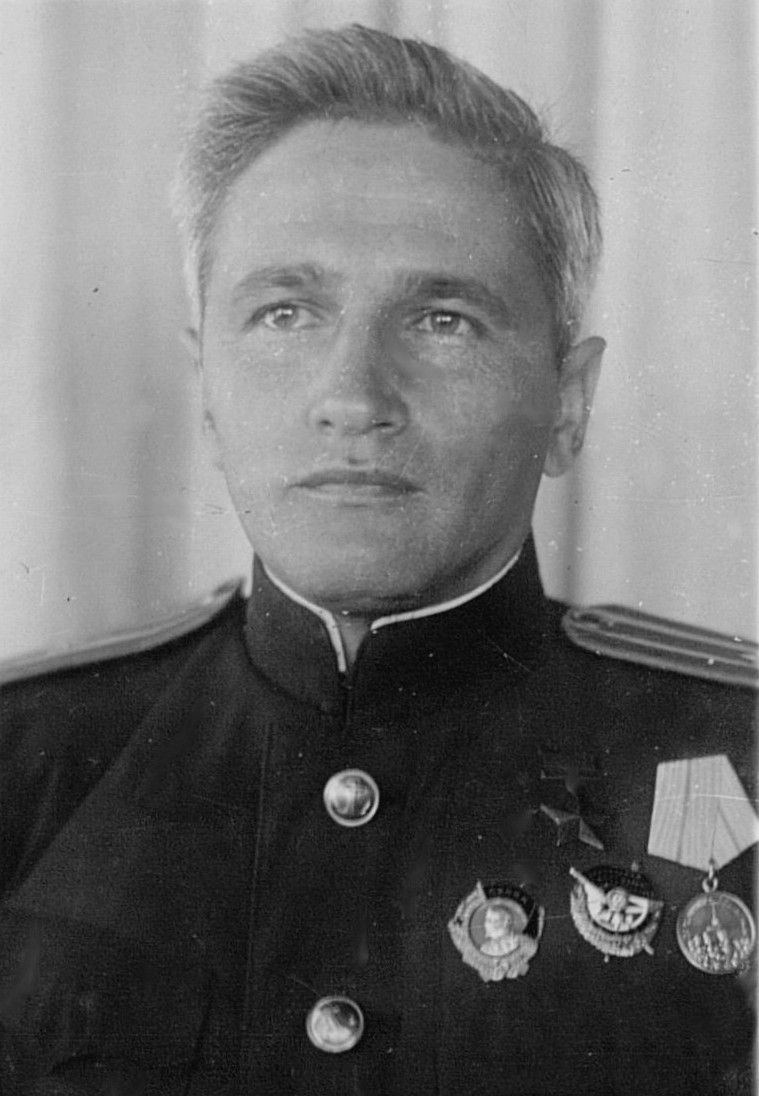
В. И. Раков.

Свыше 100 тыс. балтийцев были награждены орденами и медалями;
137 человек удостоены звания Героя Советского Союза, а летчикам А. Е. Мазуренко, В. И. Ракову, Н. Г. Степаняну, Н. В. Челнокову это звание присвоено дважды.
За успешное выполнение боевых задач 22 корабля и части Балтийского флота стали гвардейскими, 58 — награждены орденами, 15 соединениям и частям присвоены почетные наименования. Среди них 1-я бригада траления, 1-я бригада торпедных катеров, бригада подводных лодок, линкор «Октябрьская революция», крейсера «Киров» и «Максим Горький», подводные лодки «Щ-303», «Щ-307», «Щ-309», «Щ-310», «Щ-320», «Щ-323», «К-52», «Л-3», «С-13», Красносельская морская железнодорожная артиллерийская бригада, 1-я истребительная, 8-я минно-торпедная, 9-я штурмовая авиационные дивизии и другие соединения и части.